# Izvorul de apă minerală din comuna Hîrjauca
Izvorul de apă minerală din comuna Hîrjauca este un monument al naturii de tip hidrologic în raionul Călărași, Republica Moldova. Este amplasat la marginea de vest a satului Mîndra  din comuna Hîrjauca, în partea de jos a vâlcelei „Hîrtop” de pe malul râului Ichel. Ocupă o suprafață de 1,5 ha, sau 0,06 ha conform unor aprecieri recente. Aria protejată este administrată de Sanatoriul „Codru”.

## Istoric
Un izvor cu proprietăți tămăduitoare a fost atestat pentru prima dată în anul 1740, când în preajma acestuia s-a fondat un schit de călugări. Complexul mănăstiresc s-a extins pe parcursul următoarelor două secole, dar activitățile religioase au fost sistate acolo de către sovietici pe parcursul perioadei 1953-1993. În schimb acesta a fost transformat în 1958 într-un sanatoriu cu denumirea „Moldova Sovietică”, în prezent Stațiunea balneoclimaterică „Codru”, care folosește în continuare apele minerale în scopuri terapeutice.

## Descriere
Apa este extrasă printr-o fântână arteziană amplasată pe malul râului Ichel. Obiectul protejat este un sector de luncă, delimitat printr-un gard metalic de terenurile arabile învecinate. În fântâna de beton este instalată o pompă cu contor, conectată la rețeaua electrică; în acest scop la câțiva metri de fântănă funcționează un transformator. Apa este pompată spre Sanatoriul „Codru”, amplasat în comuna Hîrjauca, care este asigurat ca buget special pentru acest scop.
Izvorul are apă rece și, din punct de vedere geologic, este descendent de vale. După gradul de mineralizare izvorul este mineral, iar după compoziția chimică se clasifică ca izvor cu apă hidrocarbonată–sodică (HCO3; Na). Apa este puternic mineralizată cu duritate ridicată (care depășește concentrația maxim admisă de 3,25 ori), slab acidă (pH 5,75), cu gust salmastru și nepoluată cu nitrați (doar 3 mg/l, ceea ce constituie 7% din concentrația maxim admisă). Nu este potabilă și nici nu poate fi folosită pentru irigare.

## Statut de protecție
Izvorul este un obiect hidrologic de valoare națională, în special pentru debitul său mare și proprietățile curative ale apei. Este principala sursă de apă minerală în scopuri curative a sanatoriului „Codru”.
La o distanță mică, de aprox. 20 m, se află gospodării din satul Mîndra. Există riscul poluării mediului prin prelucrarea chimică a agrocenozelor învecinate, pășunatul animalelor și depozitările de gunoi. Pentru ameliorarea situației ecologice, se recomandă amenajarea părții superioare a sondei și instalarea unui panou informativ.